# Art du bouzouk
Albums de Issa Hassan
Tooting Broadway La cinquième saison
Art du bouzouk est le quatrième album d'Issa, paru en 2001.

## Liste des titres
1. Chahnaze en 5
2. Maqam Ajam
3. Maqam Kurd
4. Qadi Sero
5. Maqam Nahawend
6. Maqam Husseyni
7. Voyage à travers les Maqams
8. Maqam Hidjaz
9. Retour aux sources